# Праздники Филиппин
Здесь представлен список праздников, которые отмечаются на Филиппинах.

## Общенациональные праздники
| Дата                          | Название на русском                | Местное название                      | Официальный статус               | Примечания                                              |
| ----------------------------- | ---------------------------------- | ------------------------------------- | -------------------------------- | ------------------------------------------------------- |
| 1 января                      | Новый год                          | Araw ng Bagong Taon                   | Регулярный праздник              | Первый день нового года.                                |
| Варьируется                   | Китайский новый год                | Araw ng Bagong Taon ng mga Tsino      | Регулярно                        | 1-й день по лунному календарю.                          |
| 25 февраля                    | День революции ЭДСА                | Lakas ng Bayan                        | Нерабочий день                   | В память революции народных сил 1986 года.              |
| В четверг перед Пасхой        | Великий четверг                    | Huwebes Santo                         | Регулярный праздник              | Часть Страстной недели.                                 |
| В пятницу перед Пасхой        | Великая пятница                    | Biyernes Santo/Mahal na Araw          | Регулярный праздник              | Часть Страстной недели.                                 |
| Воскресенье                   | Пасха                              | Linggo ng Pagkabuhay                  | Регулярно                        | Воскресение Христово.                                   |
| 9 апреля                      | День мужества                      | Araw ng Kagitingan                    | Регулярный праздник              | В память о Батаанском марше смерти.                     |
| 1 мая                         | День труда                         | Araw ng Manggagawa                    | Регулярный праздник              |                                                         |
| 12 июня                       | День независимости                 | Araw ng Kasarinlan                    | Регулярный праздник              | Независимость от Испании провозглашена в 1898 году.     |
| 21 августа                    | День Ниноя Акино                   | Araw ng Kabayanihan ni Ninoy Aquino   | Особый общенациональный праздник | Годовщина смерти Бениньо Акино.                         |
| Последний понедельник августа | День национальных героев           | Araw ng mga Bayani                    | Регулярный праздник              |                                                         |
| 31 октября                    | День мёртвых                       | Araw ng Patay                         | Рабочий день                     | День памяти погибших друзей и родственников.            |
| 1 ноября                      | День всех святых                   | Todos los Santos/Undas                | Особый общенациональный праздник | День памяти всех почитаемых Церковью святых.            |
| 2 ноября                      | День всех душ                      | Araw ng mga Patay                     | Особый нерабочий день            | День поминовения усопших.                               |
| Варьируется                   | Эйдул Фитр (арабский Ид аль-Фитр)  | Wakas ng Ramadan                      | Регулярный праздник              | Окончание мусульманского поста Рамадан.                 |
| Варьируется                   | Эйдул Адха ((арабский Ид аль-Адха) | Araw ng Pag-alay                      | 2 нерабочих дня                  | В соответствии с мусульманским календарём.              |
| 30 ноября                     | День Бонифасио                     | Kaarawan ni Bonifacio                 | Регулярный праздник              | День рождения одного из лидеров Филиппинской революции. |
| 25 декабря                    | Рождество                          | Araw ng Pasko                         | Регулярный праздник              |                                                         |
| 30 декабря                    | День Рисаля                        | Araw ng Kabayanihan ni Dr. Jose Rizal | Регулярный праздник              | Годовщина смерти одного из национальных героев.         |
| 31 декабря                    | Последний день года                | Bisperas ng Bagong Taon               | Особый общенациональный праздник | Канун Нового года.                                      |

## Местные празднования
- 16 января, Синулог — фестиваль в честь младенца Иисуса, отмечаемый в провинции Себу.
- Январь, Ати-Атихан — остров Панай.
- 11 февраля, день Эвелио Хавьера — провинции Антик, Капис, Аклан, Илоило.